# Hammer (Gemeinde Rappottenstein)
Hammer (früher auch Hammerhäusl) ist eine Häusergruppe in der Marktgemeinde Rappottenstein im Bezirk Zwettl in Niederösterreich.

## Geografie
Die Häusergruppe befindet sich südlich von Rappottenstein am Zusammenfluss des Grötschenbaches in den Kleinen Kamp und ist über die Landesstraße L7176 erreichbar. Der Ort wird auch vom Waldviertler Kulturpfad 665 durchquert.

## Geschichte
Der Siedlung entstand vor dem 18. Jahrhundert als Mühle und Hammerschmiede, im Eintrag der Josephinischen Fassion aus Jahre 1786/87 bestand der Weiler samt Hofmühle aus 5 Häuser.
In Folge der Theresianischen Reformen wurde der Ort dem Kreis Ober-Manhartsberg unterstellt und nach dem Umbruch 1848 war er bis 1867 dem Amtsbezirk Groß Gerungs zugeteilt.
Mit der Aufhebung der Grundherrschaften wurde die Ansiedlung 1849 unter dem Namen Hammerhäusl ein Teil der Ortsgemeinde Rappottenstein.
Laut Adressbuch von Österreich waren im Jahr 1938 im Weiler Hammerhäusl ein Schmied, ein Schuster und ein Landwirt ansässig. Weiters gab es ein Hammerwerk, eine Mühle samt Sägewerk, und eine Zementwarenfabrik.
1926 wird im Weiler Hammer das bis heute bestehende Betonwerk Jungwirth gegründet, seit 1978 trägt der Ortsteil seinen heutigen Namen offiziell.